# Кліщук Андрій Андрійович
Андрі́й Андрі́йович Кліщу́к (нар. 3 липня 1992, Ізмаїл, Одеська область, Україна) — український футболіст, воротар клубу «Карпати» Львів

## Кар'єра
У ДЮФЛ грав за «Дунай» (Ізмаїл), а потім за «Моноліт» (Чорноморськ). Перші тренери: Володимир Валерійович Петренко і Р. О. Новіков. 8 травня 2010 року дебютував за молодіжний склад «Чорноморця» в матчі останнього туру проти «Зорі» (Луганськ), вийшовши на заміну на останні 9 хвилин гри. З літа 2010 року виступав за «Чорноморець-2» у Другій лізі чемпіонату України. На початку 2012 року перейшов у «Гірник-спорт», де швидко став основним гравцем.
Наприкінці липня 2016 року став гравцем «Сум», але вже наприкінці того ж року залишив команду. Кар'єру продовжив у вінницькій «Ниві», де виступав впродовж календарного року. З початком нового року перебрався до Охтирки, де до завершення 2017/18 сезону виступав за місцевий першоліговий «Нафтовик-Укрнафта».
З літа 2018 року став захищати ворота «Дніпра-1», з яким виграв першу ліги сезону 2018/19, зігравши 13 матчів з 28, зіграних командою. Півфіналіст Кубка України 2018/19, у півфінальному матчі проти «Шахтаря» вийшов на заміну і пропустив обидва голи (0:2). 31 липня 2019 року дебютував у Прем'єр-лізі в матчі проти донецького «Олімпіка». Загалом за сезон 2019/20 зіграв за дніпрян 10 ігор у елітному дивізіоні, після чого покинув у статусі вільного агента.

## Досягнення
- Переможець Першої ліги України: 2018/19
- Півфіналіст кубка України: 2018/19
- Бронзовий призер чемпіонату України: 2023/24